# 安克创新
安克创新科技股份有限公司（Anker  Innovations），简称安克（Anker），是一家位于中国湖南长沙的电子公司。

## 簡介
该公司創辦人陽萌（Steven Yang）曾任職Google，他後來回到中國大陸的长沙创立海翼电商，以笔记本電腦的“替换电池”起家，委托大陸供應鏈生产後面向全球市场销售。，現有的產品線包括手机充电器、移动电源、数据集线器、耳机、蓝牙音箱、投影仪、安防摄像头、智能门锁、智能门铃、扫地机、洗地机等、行動電源、汽车零组件等，